# Kusa mochi
Kusa mochi (草餅, let. kruid/gras mochi), ook bekend als yomogi mochi (蓬餅), is een Japanse zoetwaar en een smaakvariatie op de standaard mochi (kleefrijstcakeje). Het is een zeer populaire wagashi (Japanse zoetwaar) en wordt vaak geserveerd met matcha (groene thee). Binnen de wagashi valt de kusa mochi onder de namagashi, welke een vochtgehalte van 30% of meer hebben.
Het wordt traditioneel gegeten tijdens de lente en tijdens hinamatsuri (meisjesdag) op 3 maart, maar wordt tegenwoordig het hele jaar door gegeten.
Kusa mochi schijnt gezondheidsvoordelen te hebben en wordt daarom ook wel genuttigd als natuurgeneesmiddel.

## Ingrediënten

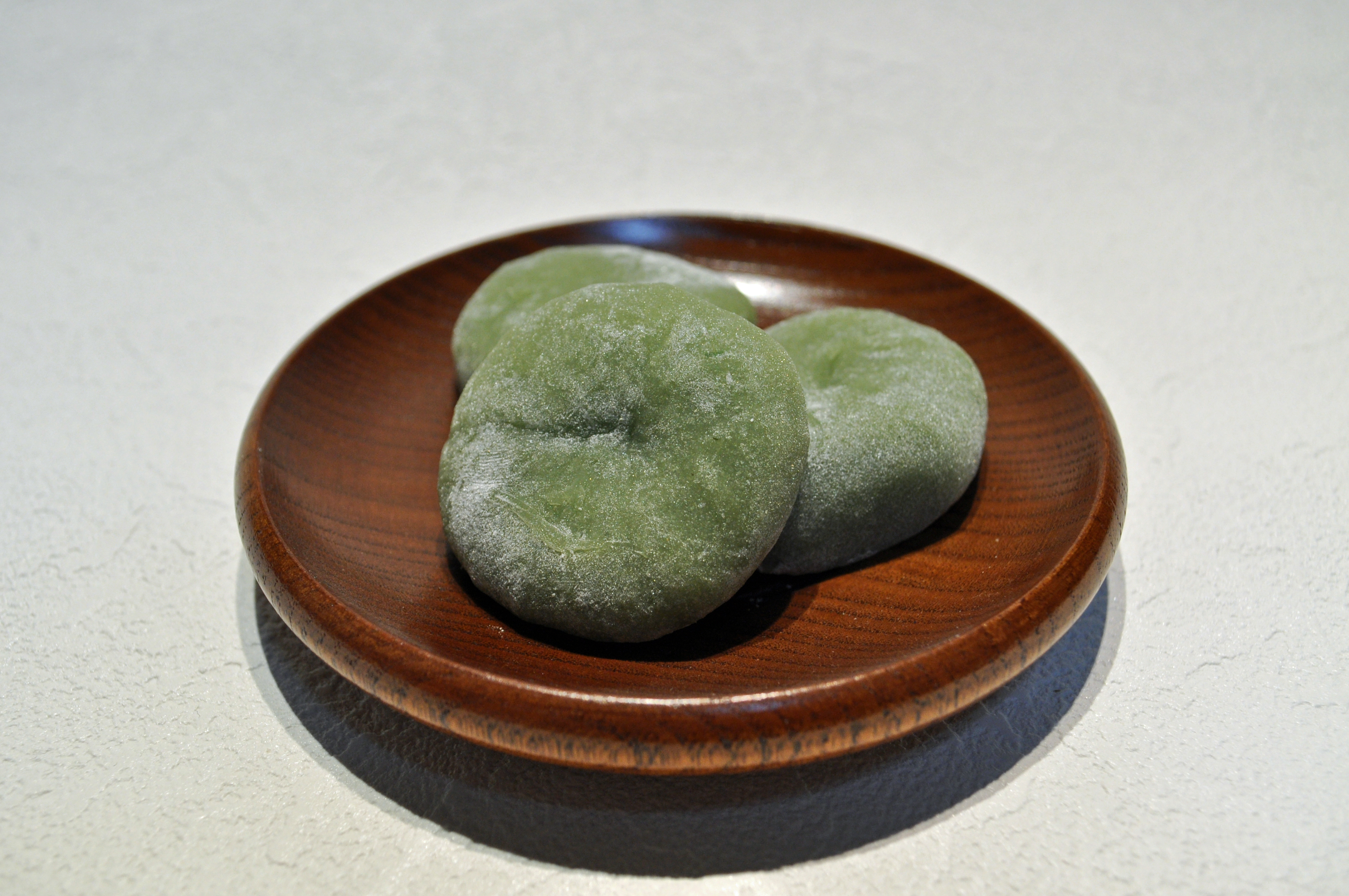
Yomogi daifuku, met anko gevulde mochi op smaak gebracht met wijde alsem (yomogi)

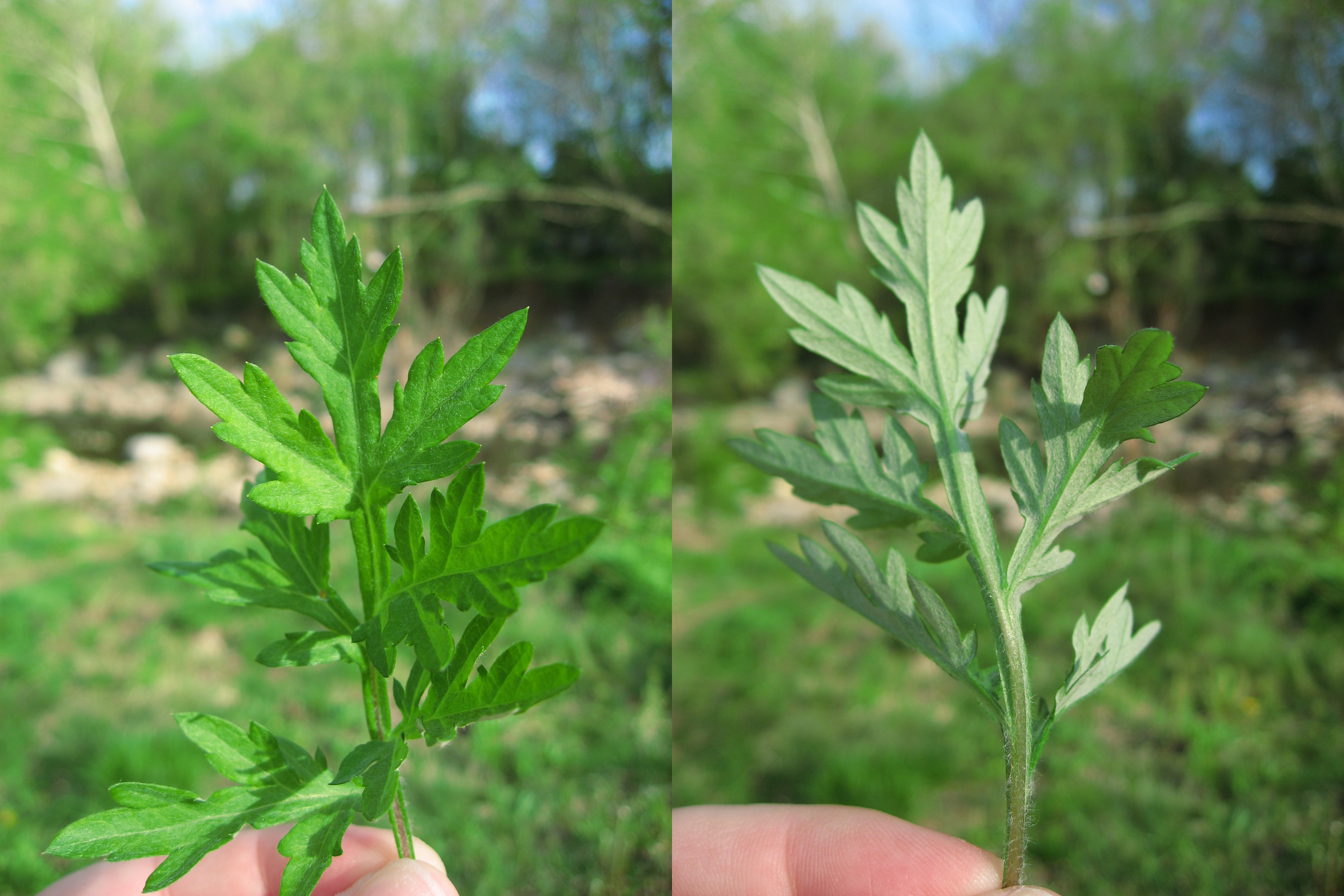
Wijde alsem, ook bekend als yomogi (ヨモギ, 蓬) of Japanse bijvoet

Kusa mochi is gemaakt van mochi en jonge groene bladeren van de wijde alsem, ook wel bekend als yomogi of Japanse bijvoet. Vandaar dat het ook wel yomogi mochi wordt genoemd. De bladeren worden geplukt in het voorjaar, wanneer ze nog vers en groen zijn. Dan wordt de groene wijde alsem gekookt en door het mochi-deeg gekneed, hierdoor krijgt kusa mochi een levendige groene kleur. De mate van groenheid ervan hangt af van de hoeveelheid wijde alsem, die door de mochi is gemengd. Vaak wordt kusa mochi geserveerd met een topping van kinako-poeder (geroosterde sojabonenmeel).
Ondanks dat wijde alsem een Oost-Aziatische oorsprong heeft, wordt het sinds 2000 ook waargenomen in Nederland en België.
Een variatie op de kusa mochi is yomogi daifuku, waar de kleefrijstcakejes zijn gevuld met een zoete rodebonenpasta (anko).
Er bestaan ook dango-stokjes die op smaak zijn gemaakt met wijde alsem, de yomogi dango.

## Herkomst
De gewoonte om wijde alsem te kneden voor het gebruik in voedsel werd overgenomen vanuit China. In documenten is vastgelegd dat de adel in het Heian-tijdperk al kusa mochi at tijdens paleisplechtigheden. Het werd vóór het Heian-tijdperk gemaakt van de bleekgele droogbloem. Na het Heian-tijdperk begon men kusa mochi te maken met wijde alsem (yomogi), vanwege het natuurgeneeskundige vermogen om de vruchtbaarheid te verhogen. Dit was het tijdperk waarin de natuur- en kruidengeneeskunde in Japan werd ontdekt. Een andere reden voor de verandering van het kruid zou kunnen zijn dat bleekgele droogbloemen Haha-ko-gusa (御形) worden genoemd, wat zich letterlijk vertaalt naar "moeder-en-kindgras". Omdat de mochi werd genoten met als doel de gezondheid en het welzijn van moeder en haar kinderen te wensen, werd er gedacht dat het ongeluk zou geven als bleekgele droogbloem door de mochi werd gekneed.
Sinds het Edo-tijdperk werd kusa mochi gebruikt als offer tijdens de Hinamatsuri-viering (het meisjesfestival) op 3 maart. De reden dat het als offer werd gekozen, was vanwege de levendige groene kleur die doet denken aan vers groen. Een andere reden waarom het als offer werd gekozen, is vanwege de natuurgeneeskracht van de wijde alsem. Wijde alsem staat bekend om zijn vitaliteit, zelf voor een plant, waardoor het moeilijk uit te roeien is. In Japan wordt gezegd dat de plant overal groeit waar zonlicht schijnt. Kusa mochi werd gebruikt als een offer voor een verlangen naar een goede gezondheid en een lang leven.

## Gezondheidsvoordelen

### Kruidengeneeskunde
Het idee van kruidengeneeskunde; dat kruiden fundamenteel verbonden zijn met medicatie, bestaat al heel lang in vele culturen, zo ook in Japan. De wijde alsem, het hoofdbestanddeel van kusa mochi, wordt al minstens 2500 jaar medicinaal gebruikt. In oude Japanse literatuur wordt vermeld dat wijde alsem kan worden gebruikt als medicijn tegen hemostase, diarree en voor het voorkomen van een miskraam. Het kruid wordt voor deze toepassingen vandaag de dag nog steeds gebruikt als natuurgeneesmiddel.

### Geneeskunde
Wijde alsem bestaat uit veel ingrediënten die heilzaam zijn voor het lichaam, waardoor het ook wel bekend staat als "de koningin der kruiden". Zo bestaat het uit voedingsvezels, chlorofyl, vitamine B1 en vitamine B2. Enkele van de positieve gezondheidseffecten hiervan zijn het voorkomen van constipatie, het verbeteren van de darmflora en het hebben van antioxiderende werking. Onderzoeken hebben aangetoond dat wijde alsem een ontstekingsremmende en antioxiderende werking heeft en de droge huid in atopisch eczeem helpt te verbeteren. Ook is het effectief in het verbeteren van de bloedstroom. Er wordt gezegd dat het helpt de bloedvaten te verwijden en dus effectief is voor mensen met een slechte bloedsomloop.